# Station Attenhoven
Station Attenhoven is een voormalige spoorweghalte langs spoorlijn 21 (Landen - Hasselt) in Attenhoven, een deelgemeente van de stad Landen. De halte, met haltegebouw, werd geopend op het einde van de 19de eeuw. In 1957 werd de stopplaats opgeheven. Het gebouw was al eerder afgebroken.
0,0: Landen ·
2,2: Attenhoven ·
5,4: Velm ·
7,9: Halmaal ·
10,7: Sint-Truiden ·
13,1: Bornedries ·
15,5: Senselberg ·
17,3: Kortenbos ·
20,6: Hendrikstraat ·
22,3: Alken ·
23,9: Sint-Lambrechts-Herk ·
28,6: Hasselt